# Lucia Piñera
Lucia Camelia Caridad Piñera Karlsson, född 8 december 1993 i Möllevångens församling, Malmöhus län, är en svensk sångerska som deltog i fjärde och sista deltävlingen i Melodifestivalen 2013 med låten "Must Be Love". I deltävlingen hamnade hon på åttonde och sista plats och blev utslagen ur tävlingen.
Lucia Piñera har tidigare deltagit i talangjakterna True Talent på TV3, Jakten på Julia i SVT och Idol 2010 på TV4. Hon har även vunnit musiktävlingen I am music och varit finalist i Metro on stage.. 
Under namnet LUCIIA blev hon 2023 nominerad till en Grammis i kategorin Årets soul/R&B för sin EP "365".